# 村田洋次郎
村田 洋次郎（むらた ようじろう、1929年-）は、日本の物理学者。理学博士。東京大学名誉教授。

## 人物
鹿児島県鹿児島市南林寺町生まれ。鹿児島県立第二鹿児島中学校 (旧制)を赤崎勇とともに四年修了して第七高等学校造士館 (旧制)理科に入学し、1949年に卒業。旧制七高では天文班班長も務めた。大阪大学理学部に進学し、物理学科卒業。大阪大学大学院を経て、1955年に大阪市立大学助手となり、2年後、東京大学原子核研究所の電子シンクロトロンに計画段階から参加。1964年9月、論文「Investigation of cascade showers in lead with X-ray films（X線フィルムを用いた鉛中のカスケードシャワーの研究）」で大阪市立大学より理学博士号授与。1967年、スタンフォード大学客員研究員となりバートン・リヒターらと共同研究。帰国後、広島大学助教授を経て、1974年に東京大学原子核研究所の教授に就き、長年務めた。1995年より武蔵野女子大学人間関係学部教授。